# Lale Andersen
Lale Andersen, egentligen Liese-Lotte Helene Berta Bunnenberg, född 23 mars 1905 i Bremerhaven, död 29 augusti 1972 i Wien, var en skådespelare och sångerska. Hon är främst känd för sin inspelning av sången "Lili Marleen", i Sportpalast i Berlin 1939. Sången blev en stor schlager 1941 och populär både bland tyska och allierade soldater.
Bunnenberg deltog i Eurovision Song Contest 1961, med sången "Einmal sehen wir uns wieder" (svenska: 'En gång ska vi åter mötas').
Bunnenberg gick på scenskolan vid Deutsches Theater i Berlin, och arbetade sedan i Zürich 1933-1937 och vid Kabarett der Komiker i Berlin som sångerska 1938-1942. 1942 spelade hon i den nazistiska propagandafilmen G.P.U. Hon gav 1972 ut självbiografin Der Himmel hat viele Farben ('Himlen har flera färger'); den bildade utgångspunkt för Rainer Werner Fassbinders film Lili Marleen från 1981.

## Källhänvisningar
1. 1 2  Find a Grave, Find A Grave-ID: 28373468, läs online, läst: 9 oktober 2017.[källa från Wikidata]
2. 1 2  Discogs, Discogs artist-ID: 458266, läst: 9 oktober 2017.[källa från Wikidata]
3. 1 2  filmportal.de, Filmportal-ID: 8e5a71da273f4a64adfd49cd4144a1e9, läst: 9 oktober 2017.[källa från Wikidata]
4. ↑  Gemeinsame Normdatei, läst: 30 december 2014.[källa från Wikidata]
5. 1 2  "Lale Andersen". NE.se. Läst 12 oktober 2014.
6. ↑  https://m.imdb.com/title/tt0034765/fullcredits/cast?ref_=m_ttfc_3